# Janowo
Janowo (Iwanken fino al 1945) è un comune rurale polacco del distretto di Nidzica, nel voivodato della Varmia-Masuria.
Ricopre una superficie di 191,56 km² e nel 2004 contava 2 885 abitanti.